# 六尺棒
六尺棒（ろくしゃくぼう）は、古典落語の演目の一つ。原話は不明だが、文化4年（1807年）には口演記録が残る。主な演者には初代三遊亭遊三や5代目古今亭志ん生などがいる。

## あらすじ
道楽息子の孝太郎が吉原から帰宅し、父親の孝右衛門と駆け引きをする。
| 人物 | 発言 |
| --- | --- |
| 孝太郎 | （あーあ、『床屋行ってくる』で十日間、吉原になだれ込んで居座っちゃったな。ちょっと長居だったよねぇ。親父、怒ってるだろうな…。でも、うちは番頭さんがしっかりしているから大丈夫だ。出かける前にちゃんと打ち合わせしておいたから、きっと親父に黙って入れてくれるはず。よ、家に着いた。戸口を…開かねぇぞ。鍵がかかってるよ。）                                            |
| 孝太郎は戸口をどんどんたたく。やがて声が聞こえてくるが、それは孝右衛門の声であった。 | |
| 孝右衛門 | ええ、夜半おそくどなたですな？ 商人の店は十時限り、お買い物なら明朝願いましょう。 |
| 孝太郎 | いえ、買い物客じゃないんですよ。あなたの息子の孝太郎でございます。 |
| 孝右衛門 | ああ、孝太郎のお友達ですか。手前どもにも孝太郎という一人の倅がおりましたが、こいつがとんだ道楽者で、毎晩、夜遊び火遊び。あんな者を家に置いとくってえと、しまいにゃこの身上をめちゃめちゃにしかねません。末恐ろしいから、あれは親類協議の上、勘当いたしました。と、どうか孝太郎に会いましたなら、そうお伝えを願います。                                                |
| 孝太郎 | 勘当…。参りましたね。私は一人息子ですよ、私を勘当したら身代どうするんです？ |
| 孝右衛門 | そんなこと、お前が心配する必要はない!! …とお言伝を願います。 |
| 孝太郎 | だいたいね、『できが悪い』だなんて言ってお叱りになりますがね、私はなにも頼んで産んでもらったのではないのです。あなた方が勝手に産んだんじゃないですか。それなのに『製造元』の不備を省みず、私ばかり糾弾するのは筋違いというものですよ？出来がよければ受け入れて、悪ければ捨てるというのは身勝手だ…。                                                                   |
| 孝右衛門 | やかましい!! 他人事に言って聞かせりゃいい気になりやがって。世間を見てみろ。たとえば隣の孝蔵さんは、親孝行で働き者じゃないか。親の具合が悪ければ、『肩をたたきましょう』『腰をさすりましょう』、風邪をひけば『お薬を買ってまいりましょう』と尽くしてくれてるじゃないか。はたで見ていても涙が出らァ。少しは世間のせがれを見習え。                                       |
| 孝太郎 | そうですか…分かりました。勘当、結構です。できるものならやってみろってんだ。その代わりね、どこの馬の骨とも牛の骨とも分からないヤロウに、この身代持って行かれるのはシャクですから火をつけます。放火します。ちょうど袂にマッチがありますから、ひとつここに転がってる空き俵に火をつけて…。                                                                                |
| 戸のすきまから様子をうかがっていた孝右衛門がマッチを手にする孝太郎を見て慌てる。 | |
| 孝右衛門 | あれじゃ本当にやりかねないぞ。あのヤロウ…そうだ、ここに六尺棒があるから、こいつを使って向うずねでもかっぱらってやる！ このヤロウ！！」 |
| 孝太郎は逃げ出し、抜け裏に入ってぐるりと回ると家の前に戻った。孝右衛門が開けた戸がそのままだったため孝太郎は中に入り戸を閉め込み錠まで下ろしてしまう。そこへ孝右衛門が腰をさすりながら戻ってくる。 | |
| 孝右衛門 | おい、開けろ。 |
| 孝太郎 | ええ、夜半おそくどなたですな？ 商人の店は十時限り、お買い物なら明朝願いましょう。 |
| 孝右衛門 | （野郎、もう入ってやがる）客じゃない、お前のおやじの孝右衛門だ。 |
| 孝太郎 | ああ、孝右衛門のお友達ですか。手前どもにも孝右衛門という一人のおやじがありますが、あれがまあ、朝から晩まで働いて、金儲けばかりに励みやがって困っております。ああいうのをうっちゃっとくってえと、終いに日本中の金を集めかねません。『宵越しの銭は持たない』という、江戸っ子の信条に反する極道者ですから、あれは親類協議の上あれは勘当いたしました…とお言伝を願います。 |
| 孝右衛門 | 勘当…。親父を勘当してどうするんだ？ |
| 孝太郎 | そんなこと、お前が心配する必要はない!! …とお言伝を願います。 |
| 孝右衛門 | 考太郎…、冗談を言ってないで開けておくれ。私は夜中に駆け出して疝気が…。 |
| 孝太郎 | やかましい。他人事に言って聞かせりゃいい気になりやがって。世間を見てみろ。たとえば隣の孝蔵さんの父親は、子供思いでやさしいじゃないか。せがれさんが風邪でもひいたってえと、『一杯のんだらどうだ？』『小遣いをやるから、女のとこへ遊びにでも行け』。はたで見ていても涙が出らァ。少しは世間のおやじを見習え。                                                            |
| 孝右衛門 | 何を言やがんだ…。そんなに俺のまねをしたかったら、六尺棒を持って追いかけてこい。 |

## 六尺棒
樫材で作った、六尺（約180 cm）の棒で泥棒退治に使った。この噺のほかにも、「豆屋」や「掛取万歳」などに登場している。

## エピソード
- 1940年（昭和15年）9月20日、警視庁は内容が卑俗的で低級であるとして、六尺棒を含む53演目を上演禁止（禁演落語）とした[1]。